# Sébastien Bourdon

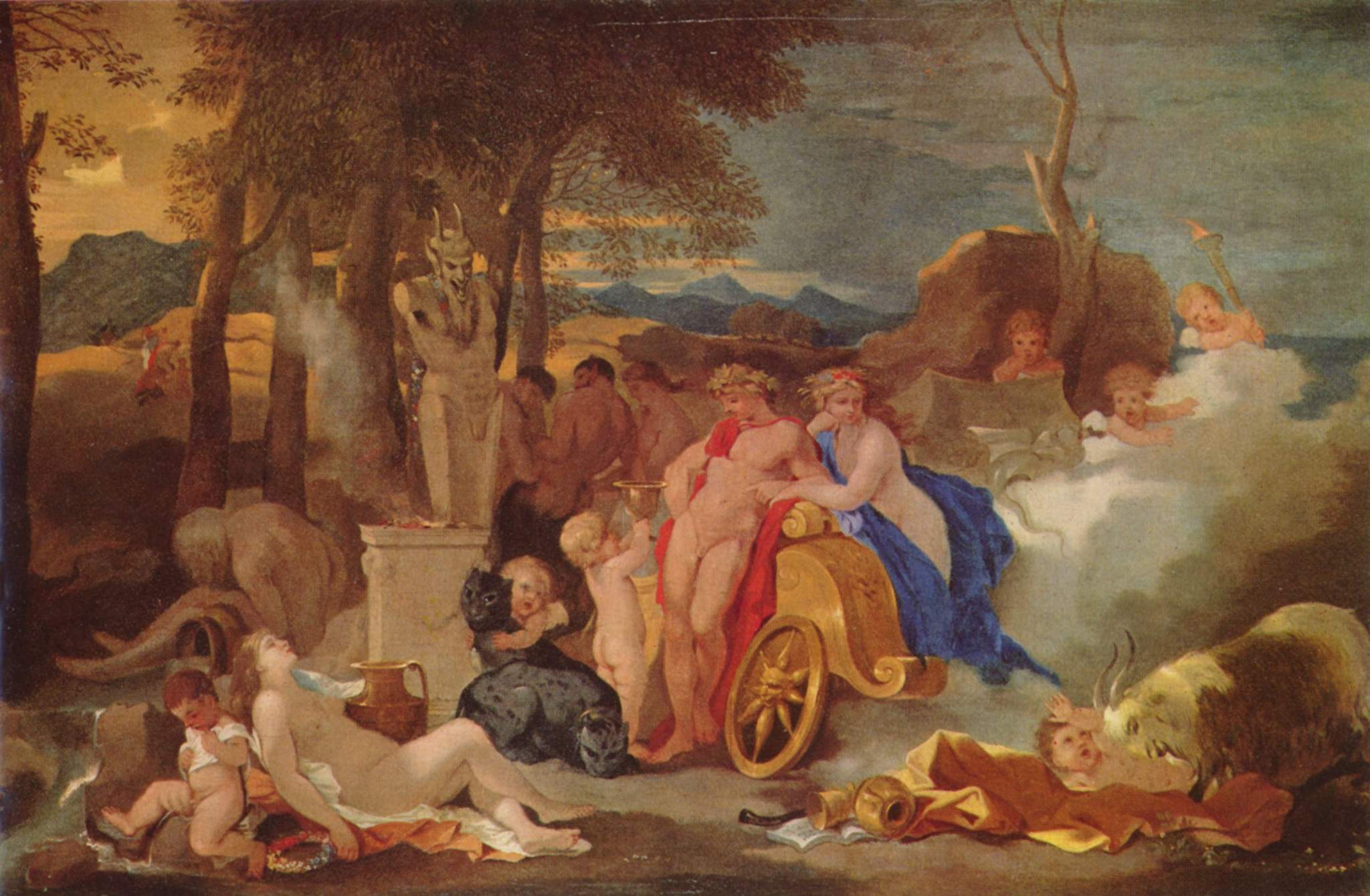
Baco e Ceres entre ninfas e sátiros, óleo sobre tela, segunda metade do século XVII. Magyar Szépmüvészeti Múzeum (Museu de Belas Artes de Budapeste).

Sébastien Bourdon Montpellier, (Montpellier, 2 de fevereiro de 1616 - Paris, 8 de maio de 1671) foi um pintor e gravador francês. Sua obra-prima é a Crucificação de São Pedro feita para a catedral de Notre Dame.
Bourdon nasceu em Montpellier, França, filho de um pintor protestante, pintor sobre vidro. Foi aprendiz de pintor em Paris. Apesar de sua pobreza, conseguiu chegar a Roma em 1636. Lá estudou as pinturas de Nicolas Poussin, Claude Lorrain e Caravaggio entre sua seleção eclética de modelos, até que foi forçado a fugir em 1638, para escapar da denúncia pela Inquisição por causa de [carece de fontes?] sua fé Protestante Reformada.

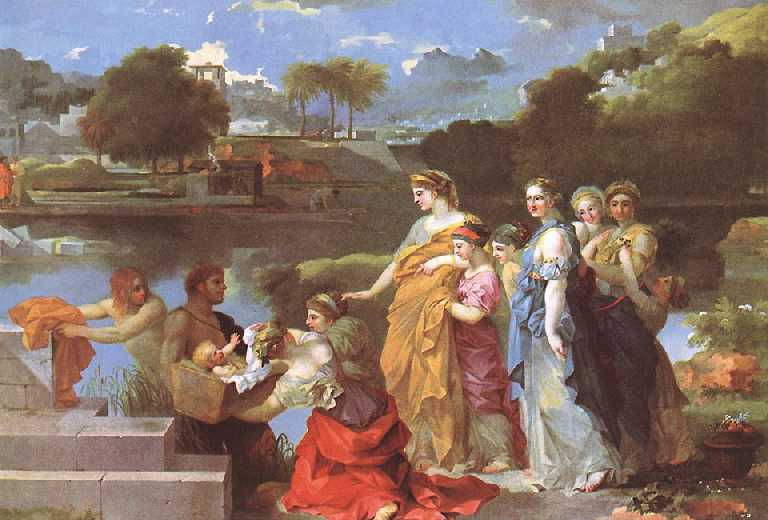
A descoberta de Moisés, por volta de 1650. Galeria Nacional de Arte (Washington).

A facilidade de Bourdon tornava-o adepto de retratos, seja de uma maneira arrojada de Rubens ou de retratos íntimos, compreensivos da altura do busto ou de meio comprimento isolados contra fundos simples que definem uma fórmula para retratos de classe média para o resto do século. paisagens à maneira de Gaspar Dughet ou capricci de ruínas, "pintura de história" mitológica como outros membros do círculo de Poussin ou os temas de gênero dos Bamboccianti holandeses que estavam trabalhando em Roma. Sua variedade eclética de estilos deu aos historiadores da arte o exercício de traçar sua adaptação de seus modelos, enquanto a falta de um "estilo Bourdon" imediatamente reconhecível amorteceu um pouco a apreciação pública.
Em 1652, Cristina, da Suécia, fez dele o primeiro pintor da corte. Bourdon passou a maior parte de sua carreira profissional fora da França, onde, apesar de ser membro fundador da Academia Real de Pintura e Escultura em 1648, foi por muito tempo descartado como pasticheur, uma situação parcialmente reequilibrada por uma ampla exposição em 2000. de seu trabalho no Museu Fabre, onde a coleção inclui uma lamentação bem pintada nos últimos anos de sua vida.[carece de fontes?]
Seu sucesso exigiu o estabelecimento de um extenso ateliê, onde seus alunos incluíam Nicolas-Pierre Loir e Pierre Mosnier. Morreu em Paris em 1671.